# 無間特攻：第40天
無間特攻: 第40天（英語：Army of Two: The 40th Day）是由EA Montreal开发并由艺电於2010年1月发行的PlayStation 3、PlayStation Portable和Xbox 360第三人称射击游戏。2010年4月1日，開發商發佈了該遊戲的可下载内容。 

## 劇情
兩位私人军事承包商Tyson Rios和Elliot Salem前往上海市与他们的联系人JB会面。

## 評價
GameRankings和Metacritic给該遊戲的Xbox 360版評分分別為74.13%和 73/100，給該遊戲的PlayStation 3版評分分別為72.39%和74/100，給該遊戲的PlayStation Portable版評分分別為46.40%和49/100。IGN给它的評分是8.5/10 分。英国PSM3杂志給它的評分是85%。